# Sardonic Wrath
Sardonic Wrath è il decimo album in studio del gruppo musicale black metal norvegese Darkthrone, pubblicato il 6 settembre 2004 dalla Moonfog Productions.
Il disco è stato dedicato alla memoria di Quorthon dei Bathory, scomparso quello stesso anno.

## Il disco
Sardonic Wrath è l'ultimo album dei Darkthrone ad essere pubblicato dalla Moonfog Productions.
In questo album la band iniziò a sperimentare con generi esterni al black metal, largamente presenti a partire dal successivo The Cult Is Alive; in particolare sono state riscontrate influenze punk, NWOBHM e hard rock.
L'album viene illegalmente reso disponibile al pubblico su internet nell'aprile 2004, molto tempo prima della sua uscita ufficiale in settembre. La versione finale di Sardonic Wrath è comunque considerevolmente differente da quella pubblicata in rete.
Il titolo del disco sembra derivi dal testo di Earth's Last Picture, una canzone dell'album Total Death. Sardonic Wrath è anche un'espressione usata nel Libro di Satana della Bibbia satanica di Anton LaVey.
La canzone Hate Is the Law è cantata da Fenriz e Apollyon degli Aura Noir. La fotografia è stata curata da Peter Beste, Nocturno Culto, Martin Kvamme e Lorenzo Mariani hanno eseguito il design e Lars Klokkerhaug si è occupato del missaggio. Nel booklet del disco non è stato stampato il testo dell'ultima traccia Rawness Obsolete.
L'album è stato pubblicato negli Stati Uniti da The End Records nel 2004, e in Russia nello stesso anno in edizione digipack. Nel 2010 la Back on Black Records ha pubblicato una ristampa del disco in LP in edizione limitata.

## Tracce
1. Order of the Ominous – 2:32
2. Information Wants to Be Syndicated – 3:44
3. Sjakk matt Jesu Krist – 4:04
4. Straightening Sharks in Heaven – 3:27
5. Alle gegen alle – 3:21
6. Man tenker sitt – 3:05
7. Sacrificing to the God of Doubt – 4:34
8. Hate Is the Law – 3:22
9. Rawness Obsolete – 6:14

## Formazione

### Gruppo
- Nocturno Culto - chitarra, basso e voce
- Fenriz - batteria e voce su Hate Is the Law

### Altri musicisti
- Apollyon - voce su Hate Is the Law